# Diocèse de Łowicz
Le diocèse de Łowicz (en latin : Dioecesis Lovicensis) est un diocèse catholique de Pologne de la province ecclésiastique de Łódż dont le siège est situé à Łowicz, dans la voïvodie de Łódź. 

## Historique
Le diocèse de Łowicz a été créé le 25 mars 1992 dans le cadre de la réorganisation des diocèses polonais ordonnée par le pape Jean-Paul II avec la bulle Totus tuus Poloniae populus, en prélevant des territoires des diocèses de Łódź (élevé en même temps au rang d'archidiocèse) et de Płock, et sur l'archidiocèse de Varsovie, dont il était à l'origine un suffragant.

## Église du diocèse
L'église de l'Assomption-et-de-Saint-Nicolas (en polonais : Bazylika katedralna Wniebowzięcia Najświętszej Maryi Panny i św. Mikołaja) est la cathédrale du diocèse de Łowicz.

## Évêques
- Alojzy Orszulik (S.A.C.), du 25 mars 1992 jusqu'au 27 mars 2004,
- Andrzej Franciszek Dziuba, du 27 mars 2004 jusqu'au 9 mars 2024,
- Wojciech Osial (de), depuis le 12 septembre 2024.